# Blair Castle
Blair Castle ist eine 1269 von John Comyn erbaute Burg in Blair Atholl in der Council Area Perth and Kinross in Schottland. Es ist Sitz der Familie Murray, Familienoberhaupt ist der Duke of Atholl. Derzeitiger Besitzer ist Bruce Murray. Auf der Burg sind auch die Atholl Highlanders stationiert, die einzige legale Privatarmee Europas, welche aber nur eine rein zeremonielle Leibgarde ist. Die Burganlage ist heutzutage täglich für Touristen zur Besichtigung geöffnet. 

## Geschichte
Der erste Vorläufer der heutigen Anlage wurde bereits im 13. Jahrhundert befestigt. Die Grafenwürde von Atholl zählt zu den sieben ersten Mormaerships in Schottland und wurde im 10. Jahrhundert vergeben. Als im 13. Jahrhundert die keltische Linie der Grafen von Atholl ausstarb, ging sie an die Strathbogie-Dynastie über. Zu dieser Linie zählte auch David, der so genannte „Kreuzfahrergraf“. Dieser beschwerte sich 1269 bei Alexander I., dass in seiner Abwesenheit John Comyn (anglisiert auch: Cumming) of Badenoch in Blair mit dem Bau einer Burg begonnen habe. Ihm gelang es aber, die Burg für die Strathbogie-Dynastie zurückzugewinnen.
Die Grafenwürde von Atholl wechselte in den folgenden Jahrhunderten mehrfach, bis sie 1457 dem Halbbruder Jakob II., John Stewart, als dem Stammvater des heutigen Hauses Atholl verliehen wurde. Nach dem Tod des fünften Grafen der Stewart-Linie ging der Titel der Grafen von Atholl auf den Sohn der Erbin, John Murray, Master of Tullibardine, über. Im Bürgerkrieg stand John Murray auf der Seite Karl I. Blair Castle wurde 1652 von Cromwell erobert. Im zweiten Jakobitenaufstand wurde Blair Castle von dem jakobitisch eingestellten Lord George Murray, dem Bruder des zweiten Herzogs von Atholl, belagert und angegriffen. Diese von einem Familienmitglied der Murrays selbst unternommene Belagerung gilt als die letzte Belagerung einer britischen Burg.
George Murray, 10. Duke of Atholl, übertrug Blair Castle vor seinem Tod 1996 an eine Stiftung, da der voraussichtliche Titelerbe, sein entfernter Cousin John Murray, 11. Duke of Atholl, keine Absicht zeigte, mit der Übernahme des Titels von seinem Geburtsland Südafrika nach Schottland umzuziehen. Dennoch besuchte dieser die Militäritäreinheit jedes Jahr, beim Truppenbesuch.
Blair Castle ist als Denkmal der höchsten Kategorie A klassifiziert. Seine Hauptlodge, eine Grotte am Tilt und seine Sonnenuhr sind separat als Kategorie-A-Bauwerke klassifiziert. Zwei Statuen, zwei Obelisken die Wandelterrasse sowie die Lustgärten sind als Kategorie-B-Bauwerke geschützt; ebenso Old Blair. Drei Brücken, die Meierei sowie ein Cottage-Ensemble sind als Kategorie-C-Bauwerke klassifiziert. 1987 wurden die Außenanlagen in das Inventory of Gardens and Designed Landscapes in Scotland aufgenommen.
Blair Castle ist Ort für Veranstaltungen der Keepers of the Quaich. Bruce Murray ist einer der Patrone der Vereinigung. In Blair Castle werden unter anderem Ernennungen zum Keeper und Master durchgeführt.

## Architektur

Die Gärten von Blair Castle
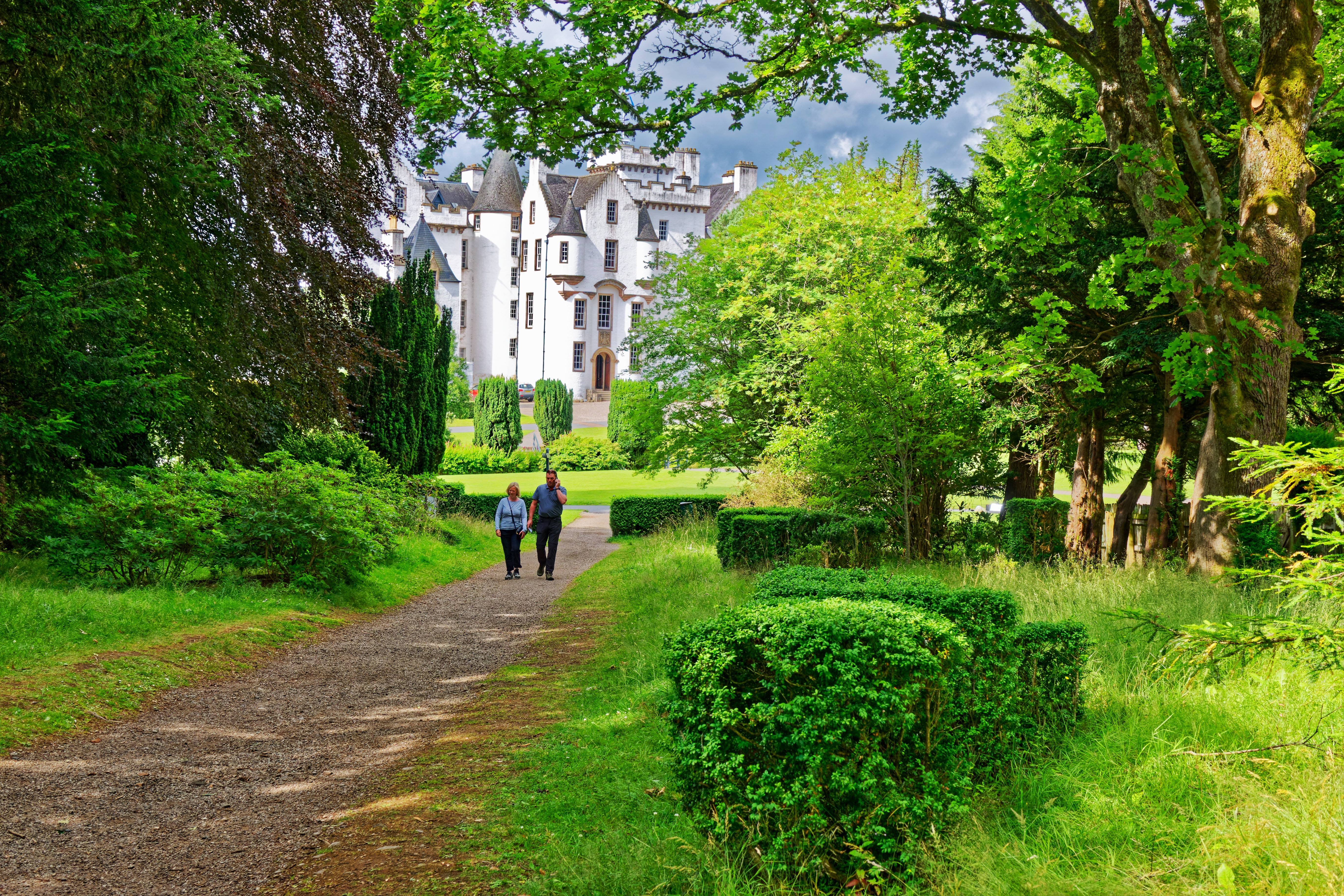
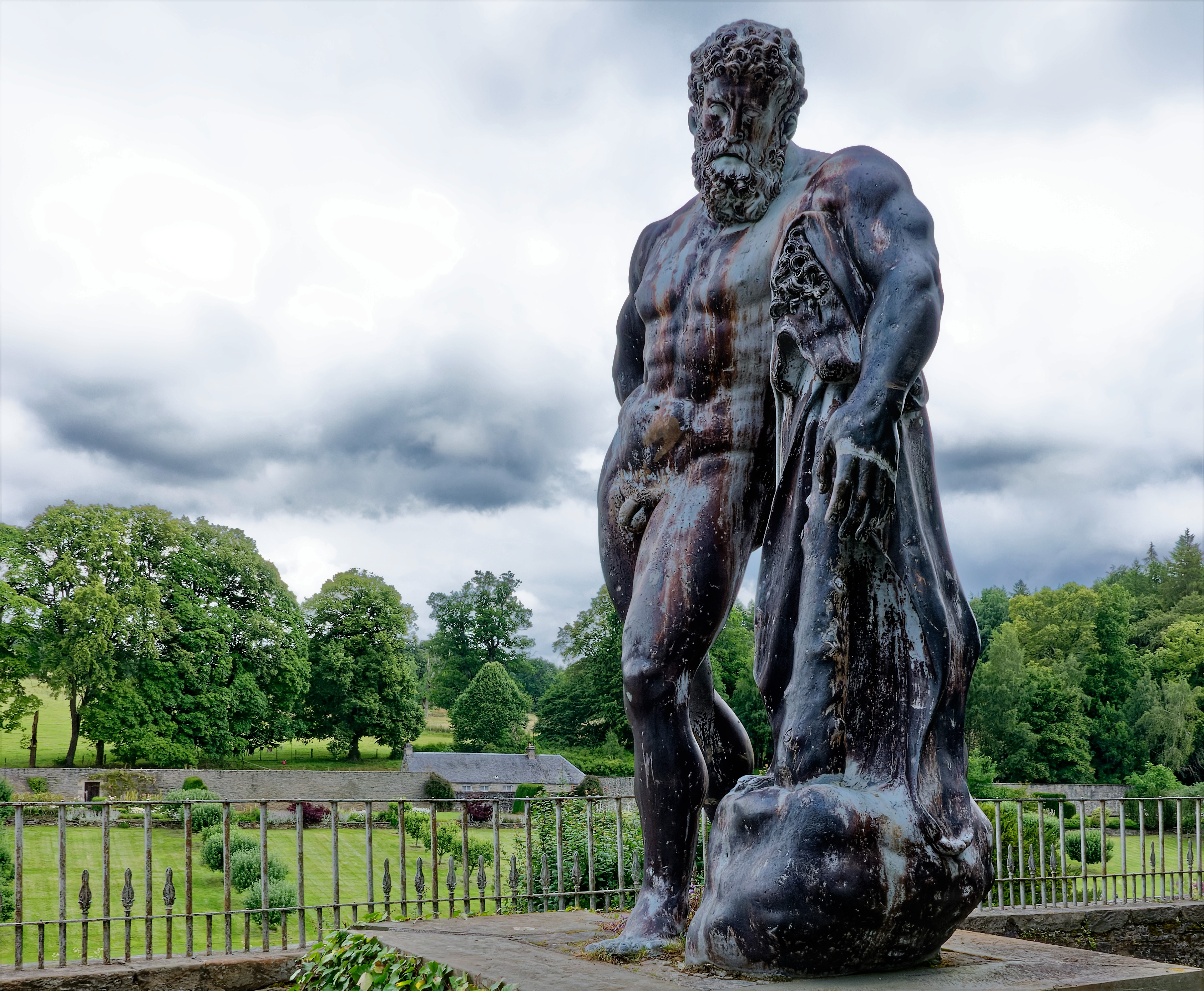
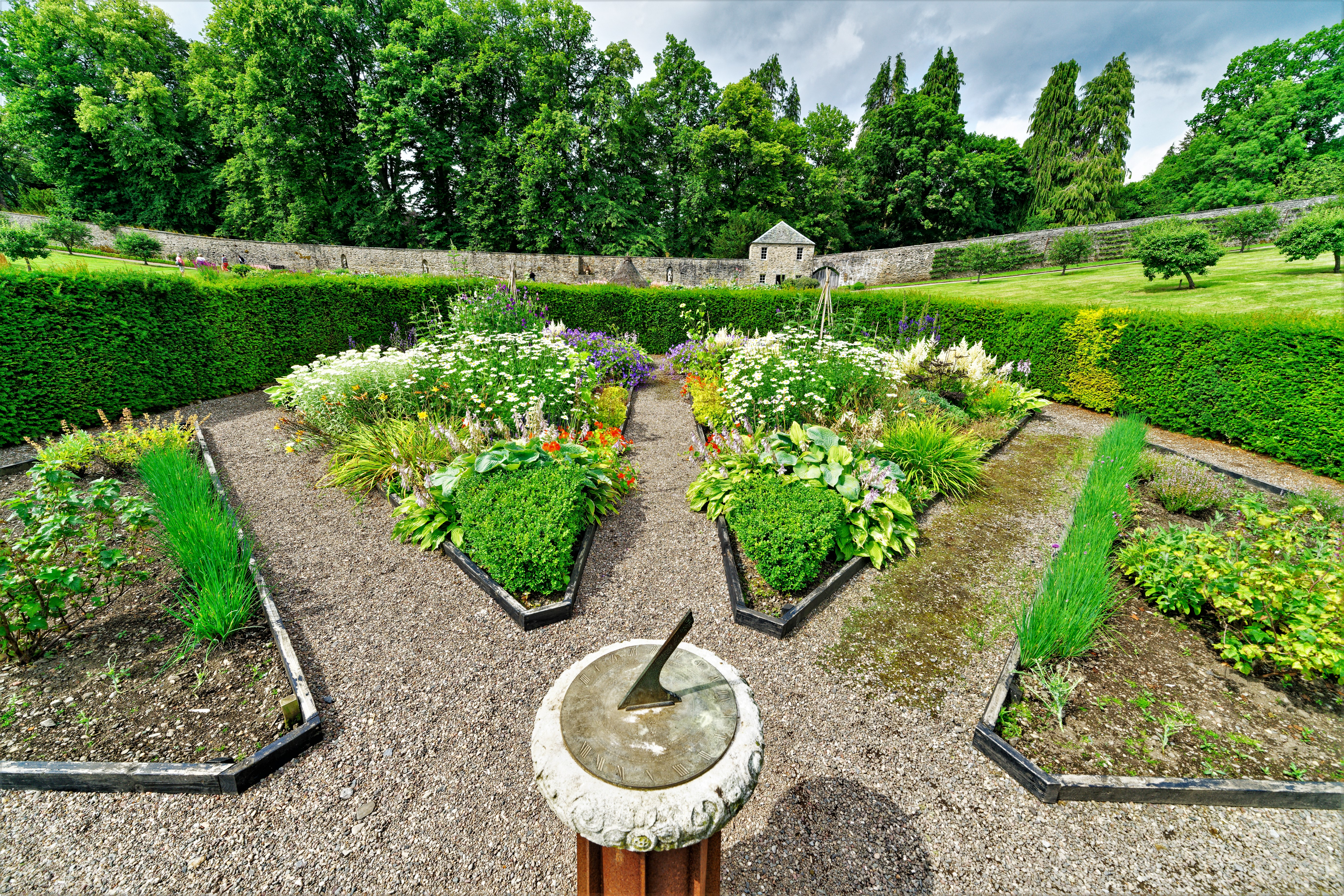
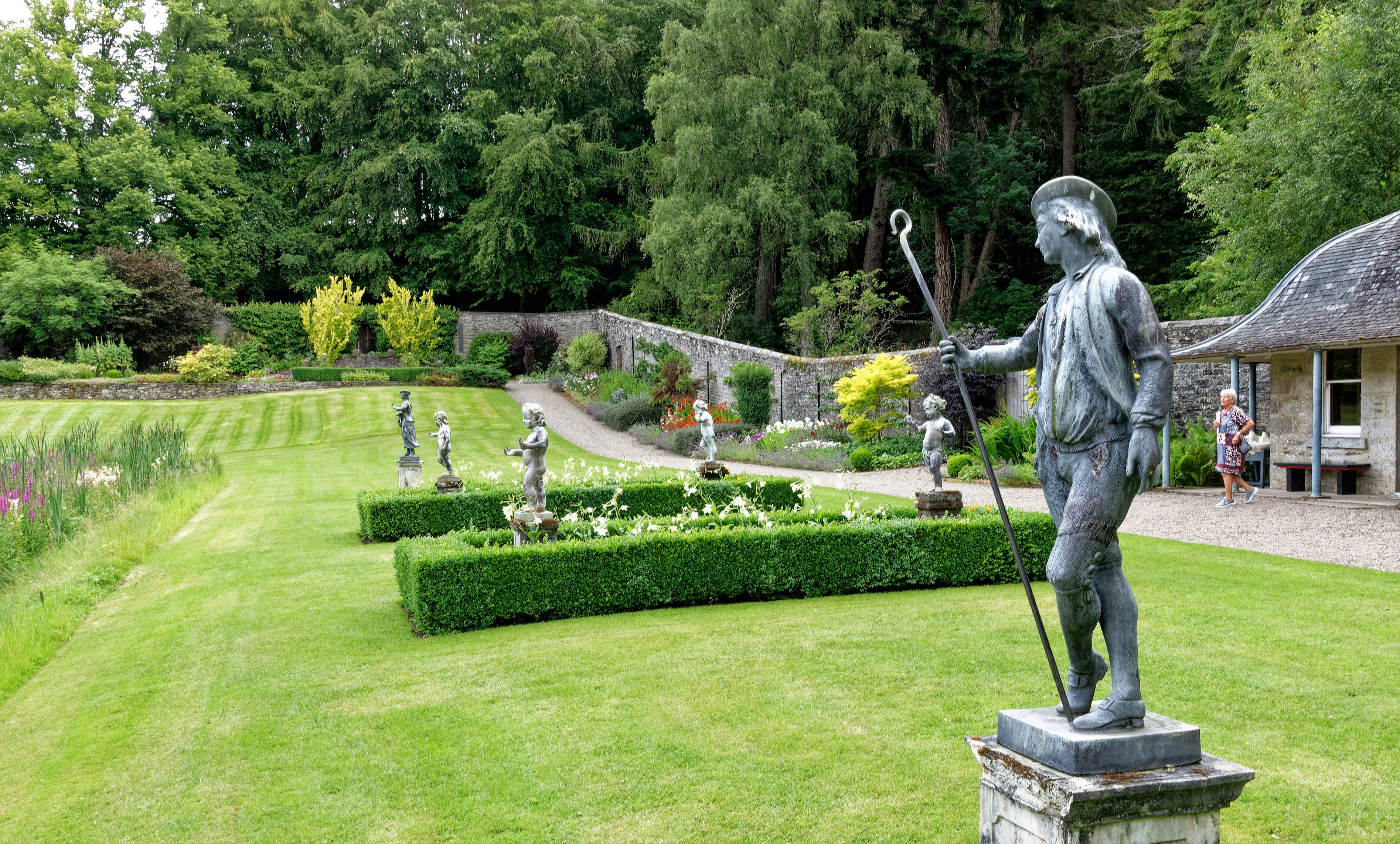
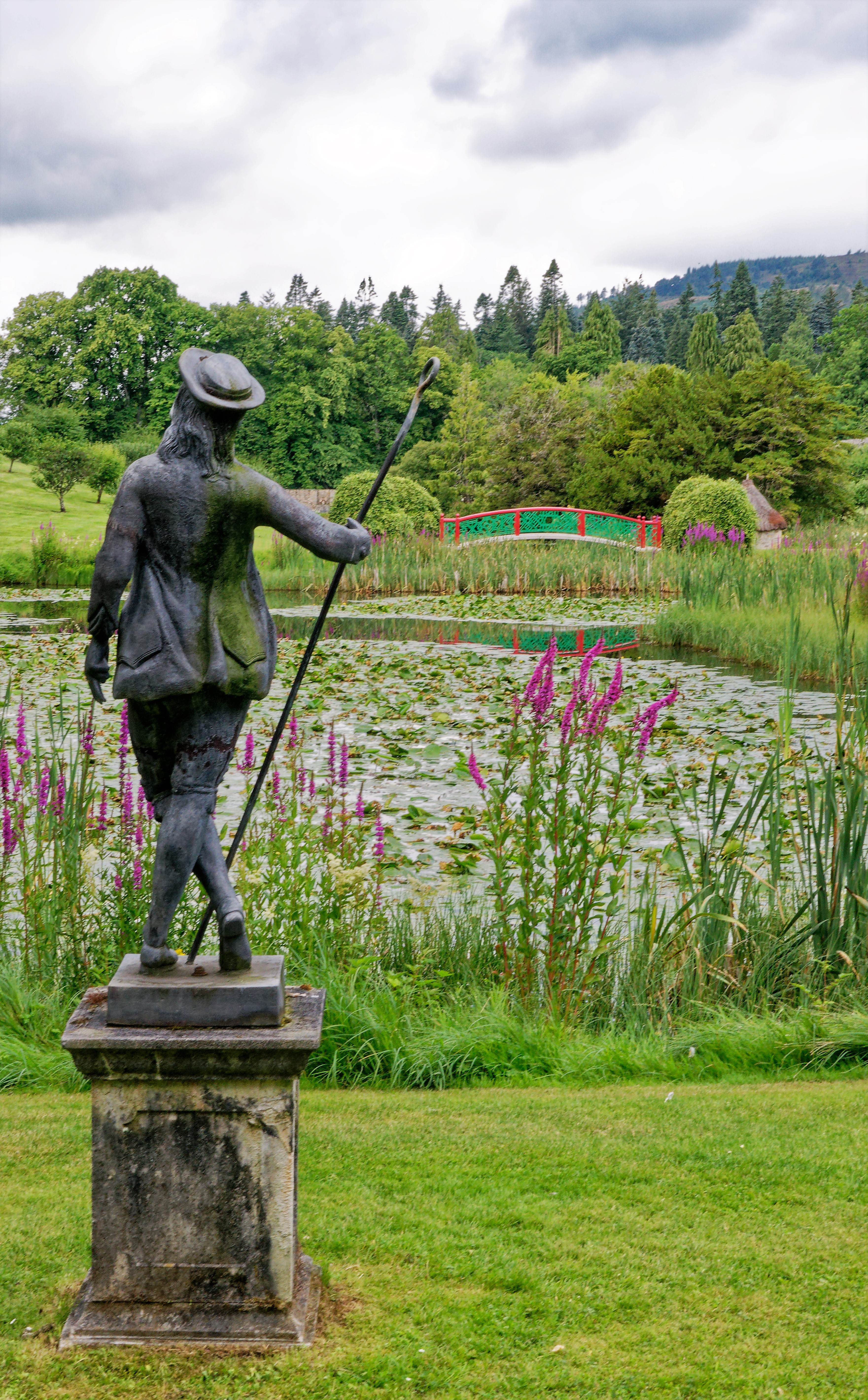
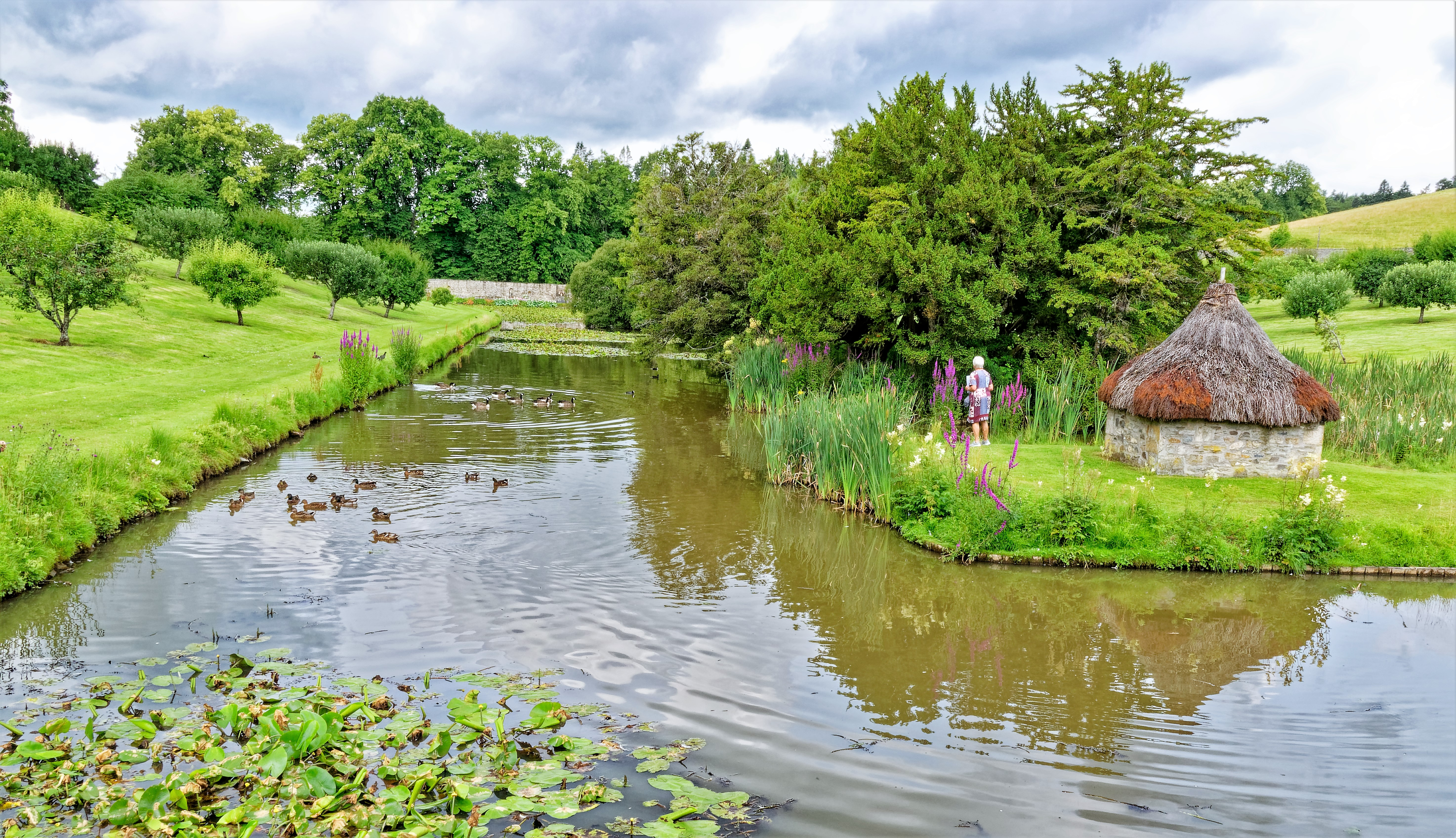
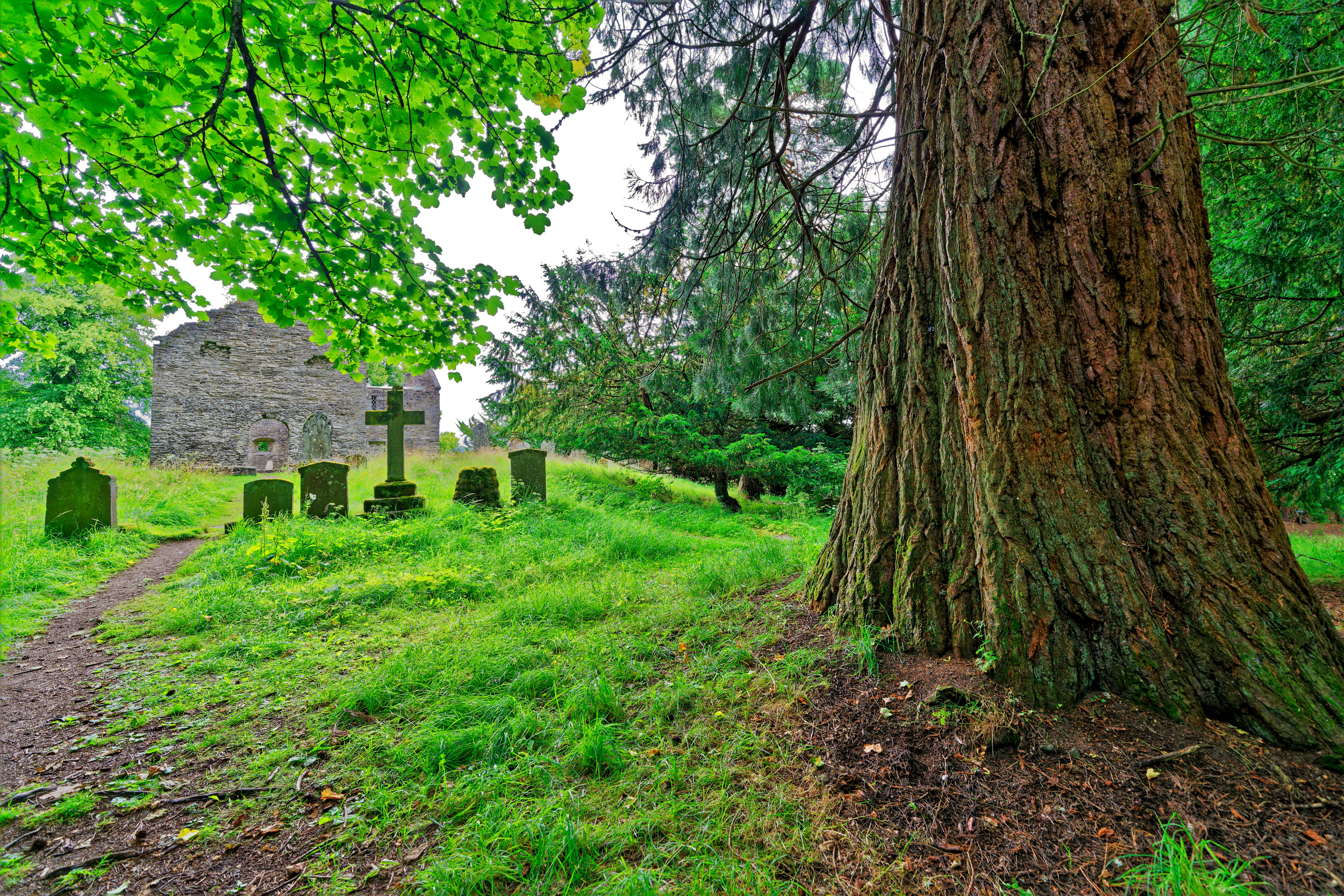

In seiner wechselvollen Geschichte wurde Blair Castle insgesamt viermal eingenommen, teilweise zerstört und wieder aufgebaut. An der Baugeschichte ist zu sehen, wie dabei die Burg schrittweise zu einem Schloss umgebaut wurde, um danach wieder mit einer burgähnlichen Fassade verkleidet zu werden. Im heutigen Zustand präsentiert sich Blair Castle im weißen Rohputz mit Türmen und Staffelgiebeln. In den Innenräumen finden sich Stuckarbeiten im Stil des Rokoko, die von Thomas Clayton ausgeführt wurden. Die Marmorkamine stammen von Thomas Carter. Der siebente Herzog von Atholl erteilte in den 1960er Jahren dem Architekten David Bryce den Auftrag, Teile des Schlosses und der Fassade im Baronialstil zu überarbeiten. Von dieser Renovierung zeugt unter anderen die mit Waffen verzierte holzgetäfelte Eingangshalle.

## Blair Castle International Horse Trials

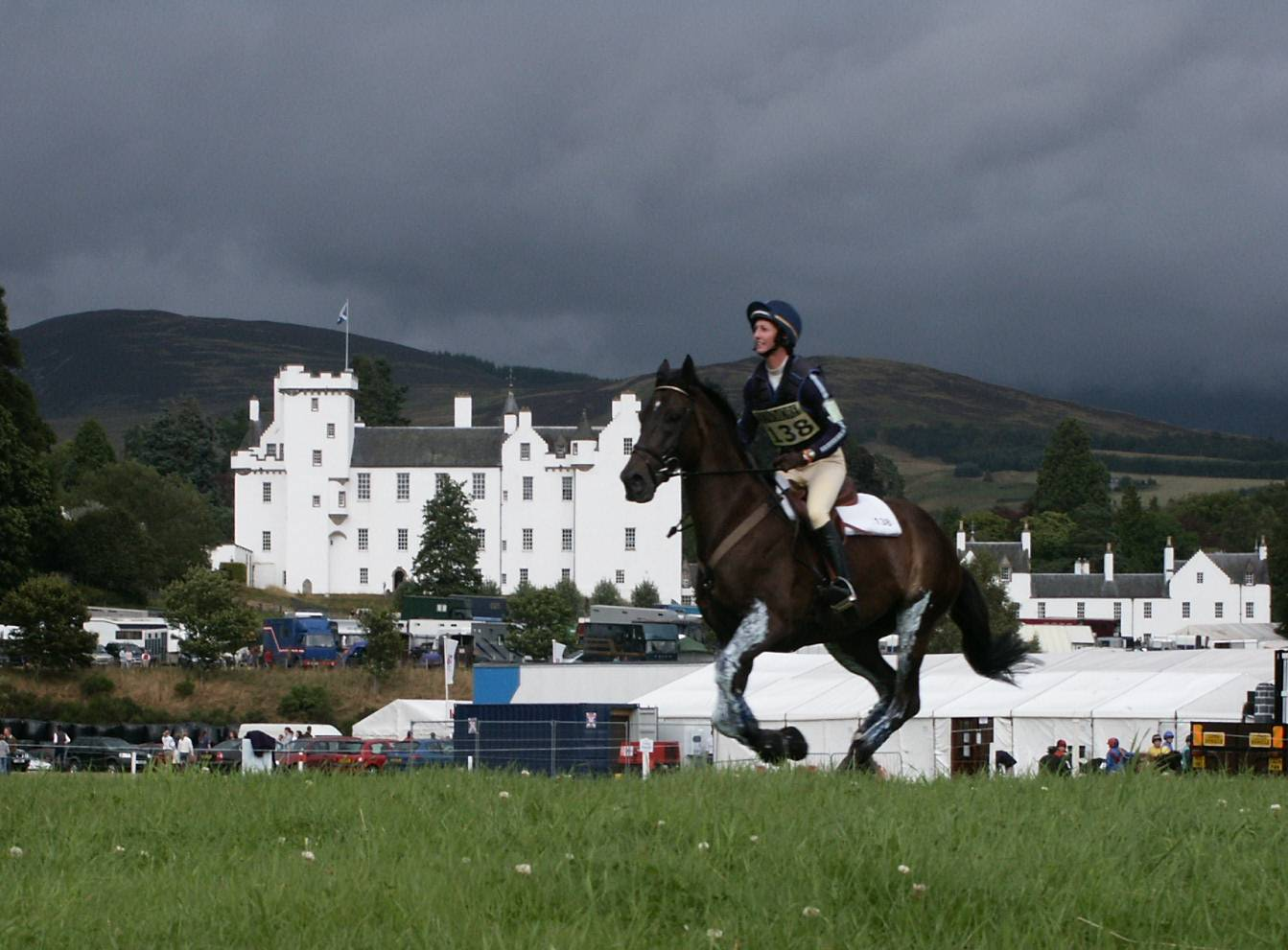
Blair Castle Horse Trials, 2008

Bei Blair Castle finden alljährlich Ende August die viertägigen CCI4* Blair Castle International Horse Trials im Vielseitigkeitsreiten statt. Blair Castle war Austragungsort der Europameisterschaften im Vielseitigkeitsreiten 2015.